# Tzadikim
Tzadikim, (en hebreu: צדיקים), és una paraula provinent de les paraules Tzedek, que significa justícia, i Tzedakà, que vol dir caritat. Una traducció aproximada al català d'aquest terme seria: «Just en plenitud», sent un homòleg del terme occidental sant. El terme àrab saddiq posseeix una fonètica i etimologia similars, tots dos associats a una figura semblant en l'islam.

## Ús del concepte
Aquest terme és emprat en el judaisme respecte a un tipus especial de persona, la santedat de la qual es basa en l'encarnació de la generositat i la justícia. Un Tzadik és un home que anteposa els interessos del seu proïsme abans que els seus propis en tot sentit, sent el servent per excel·lència de HaShem per la Torà. L'ús del terme «justícia», associat a la conducta del Tzadik, es basa en el concepte que la generositat és un acte de lliurament pur, que no mereix lloança per qui ho executa. En altres paraules, és un acte de justícia. L'anonimat associat a la generositat en el judaisme té els seus antecedents en «la càmera dels secrets» del temple del Rei Salomó, lloc on les persones podien fer o rebre caritat sense que cap sabés de l'altra. Actualment, el programa de reconeixement «Just entre les nacions» utilitza el concepte de justícia en el mateix sentit.
Segons la tradició jueva existeixen dos tipus de Tzadik: aquells la bondat dels quals és pública i aquells que viuen en l'anonimat.
Els Tzadikim Nistarim, popularment coneguts com «els trenta-sis justos (Talmud Suca 45b) o lamed vovnik —nom que troba el seu origen en la guematria, ja que en l'Alfabet hebreu la lletra ל (làmed) representa el nombre trenta, i ו (vav) representa el nombre sis—, que són els que posseeixen un tipus de santedat especial, major que la dels seus parells «públics», i que no és aparent, en alguns casos fins i tot per a ells mateixos. En altres ocasions el Tzadik Nistarim guarda gelosament els seus actes de bondat de la vista pública, arribant a aparentar que és una persona ordinària, o fins i tot malvada. Aquest caràcter encobert del Tzadik en el judaisme, es tradueix en l'ensenyament que tot home ha de ser respectat, ja que encara que aparenti ser malvat, podria tractar-se d'una persona de bé en el seu interior: un Tzadik. En aquesta línia es troba la història hassídica del rabí Pinhàs de Koretz.

## Tradició jueva relacionada amb la figura delTzadik
Hi ha certes creences associades al concepte del Tzadik. En la tradició jueva hi ha nombroses llegendes que parlen sobre la bondat del Tzadik i de com aquesta podria atreure la gràcia del Creador. Entre elles es troba el relat de Pentakaka (del grec cinc pecats), un proxeneta al que una dona va acudir per prostituir-se amb la finalitat de reunir diners i així alliberar al seu marit de la presó. Pentakaka va preferir vendre els seus béns amb tal de salvar la dignitat de la dona. Així, el rabí que relata la història, explica com quan Pentakaka acudeix a la sinagoga, les rogacions dels fidels perquè plogui sempre són sentides.
Una altra creença associada específicament als Tzadikim Nistarim, es refereix a aquests com «les pedres fundacionals del món», «la sustentació del món» o, cosa que és el mateix, la justificació davant Déu de l'existència de l'home. Ja en el Gènesi, en l'episodi de la destrucció de Sodoma i Gomorra, s'esmenta la possibilitat que l'existència d'un determinat nombre de justs pot evitar una catàstrofe:
Encara que la principal font d'aquesta tradició és el propi Talmud, que explica:

Una altra referència a aquesta figura religiosa es troba en el del Llibre dels Proverbis, on es descriu com el just és l'home la vida del qual i obres perduraran, en contrast amb el malvat. La interpretació cabalística d'aquests textos ha portat als jueus a pensar en els Tzadikim com els portadors de la Divinitat, la Shekhinah, la presència de Déu. Sobre aquest tema, es troba el següent passatge del Llibre d'Isaïes:
Aquesta idea es relaciona amb la de l'origen de la Creació per a la Càbala. Aquesta es basa en la intenció de Déu de contemplar-se, cosa que al principi no li era possible per abastar tota l'existència. Així doncs, Déu va contreure una part de si mateix per donar espai al seu propi reflex, que seria la bondat en la Creació. Atès que els Tzadikim són l'encarnació de la bondat, serien ells per tant el Rostre Diví, i així mateix, la justificació de l'existència de tota la humanitat.
Finalment, per a algunes branques del judaisme, especialment per l'hassidisme, el candidat a Mashiach, o Moshiach (en hebreu: משיח), el Messies jueu, es troba present en cada generació, i pot estar ocult entre els justos, els Tzadikim.